# Marco Antonio Figueroa
Marco Antonio „Fantasma” Figueroa Montero (ur. 21 lutego 1962 w San Felipe) – chilijski piłkarz występujący na pozycji napastnika, reprezentant Chile, trener piłkarski, od 2022 roku prowadzi reprezentację Nikaragui.
Ze 130 golami jest najlepszym strzelcem w historii meksykańskiego zespołu Atlético Morelia.

## Gole w reprezentacji
| #  | Data            | Miejsce         | Przeciwnik | Gol | Wynik | Zawody          |
| -- | --------------- | --------------- | ---------- | --- | ----- | --------------- |
| 1. | 13 czerwca 1993 | La Paz, Boliwia | Boliwia    | 2–0 | 3–1   | Mecz towarzyski |

## Osiągnięcia

### Cobreloa
- Zwycięstwo
  - Primera División de Chile: 1992

### Indywidualne
- Król strzelców Primera División de Chile: 1993
- Trener roku według El Gráfico: 2009